# NGC 3476
NGC 3476 est une vaste et lointaine galaxie elliptique située dans la constellation du Lion. NGC 3476 a été découverte par l'astronome allemand Albert Marth en 1865. Cette galaxie a aussi été observée par l'astronome britannique Andrew Ainslie Common en 1880 et elle a été inscrite au catalogue NGC sous la désignation NGC 3480.

## Caractéristiques

### Distance
Sa vitesse par rapport au fond diffus cosmologique est de 10 669 ± 25 km/s, ce qui correspond à une distance de Hubble de 157 ± 11 Mpc (∼512 millions d'al).
À ce jour, une mesure non basée sur le décalage vers le rouge (redshift) donne une distance d'environ 155,000 Mpc (∼506 millions d'al). Cette valeur est à l'intérieur des valeurs de la distance de Hubble.

### Radiogalaxie
Selon la base de données Simbad, NGC 3476 est une radiogalaxie.